# Children of the Revolution
Children of the Revolution är en låt komponerad av Marc Bolan. Låten utgavs som singel av glamrockgruppen T. Rex där Bolan var frontfigur. Singeln blev en hit, men med en andraplats på Englandslistan bröt den en svit av fyra singlar som nått förstaplatsen. Låten medtogs aldrig på något studioalbum, även om den spelade in under sessionerna för albumet Tanx. Den fanns enbart tillgänglig som singel eller på samlingsalbum.

## Listplaceringar
| Lista (1972-1973) | Position       |
| ----------------- | -------------- |
| Australien        | 11 (Go Set)    |
| Danmark           | 4 (Tipparaden) |
| Frankrike         | 34             |
| Irland            | 1              |
| Spanien           | 14             |
| Storbritannien    | 2              |
| Sverige           | 8 (Tio i topp) |
| Västtyskland      | 4              |
| Österrike         | 7              |